# Греки Приазовья

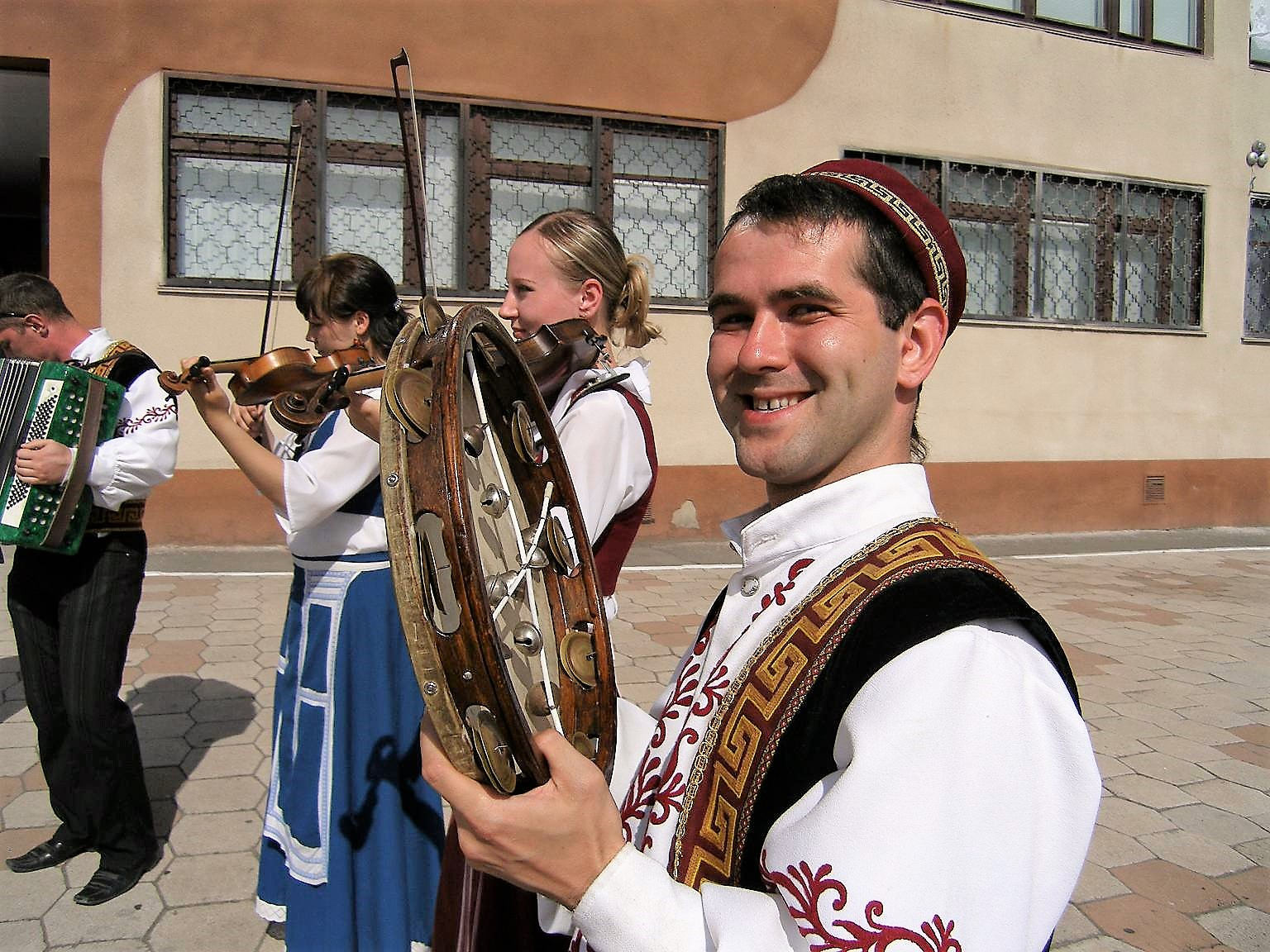
Приазовский грек в традиционном костюме

Греки Приазовья (мариупольские греки; греч. Έλληνες της Αζοφικής, укр. Греки Приазов'я) — третья по численности этническая группа Донецкой области и крупнейшая община компактно проживающих греков на территории всего постсоветского пространства.
Первые греческие поселения возникли в Приазовье в 1780-х годах. По Кючук-Кайнарджийскому мирному договору 1774 года, Крымское ханство становилось независимым от Османской империи.
В языковом отношении приазовские греки делятся на две отличные друг от друга группы: румеи, которые общаются на румейском диалекте греческого языка, и урумы, использующие урумский язык, который относится к группе тюркских языков. Оба слова означают одно и то же, дословно «римляне» — в значении византийцы (самоназвание населения Византийской империи, а позже и соответствующей культурной общности).
В современном Приазовье греки-румеи и греки-урумы проживают отдельно. Сложные этнические процессы, которые привели к формированию двух различных в языковом отношении субэтнических групп среди греков Приазовья, происходили ещё в Крыму.
Исследователи до сих пор не определились полностью по вопросу происхождения каждой из этих групп. Формирование румейской группы осуществлялось за счёт различных волн миграции из Малой Азии и Балкан в течение VI—XVII веков.
Насчет происхождения урумов существует две версии. Согласно первой версии, урумы возникли либо в результате перехода части греков Крыма на крымскотатарский язык (по одной из гипотез, тюркский язык был воспринят частью малоазийских греков, переселившихся в Крым). Согласно другой — урумы возникли вследствие принятия частью крымских татар христианства.

## Переселение греков из Крыма
После присоединения к России обширных территорий Северного Причерноморья перед российским правительством встал вопрос заселения и освоения новых владений в Приазовье. В течение нескольких веков до того, эти огромные степные пространства часто создавали опасность для Русского государства со стороны крымских татар и ногайцев. Поэтому императрица Екатерина II решила заселить колонистами из Крыма огромные пустынные пространства. До прихода в Приазовье переселенцев из Крымского полуострова местность оставалась малозаселенной, а земли — необрабатываемыми. С окончанием войны в 1774 году переселение греков из Крыма было возведено в ранг государственной политики. Основными мотивами — укреплением южных границ империи и подрывом экономического могущества ханства — способствовало бы скорейшему присоединению Крыма к России. Переселение организовывали Г. А. Потёмкин, П. А. Румянцев, А. В. Суворов, под личным контролем императрицы Екатерины Второй.
28 июля 1778 года под руководством митрополита Готского и Кафского Игнатия начался вывод из Крымского ханства к России: христиан — всего 31 386 человек, среди них греков — 18 408 человек, армян — 12 598 человек, грузин — 219 человек, валахов — 161 человек. Руководил переселением командующий Крымским корпусом генерал-поручик А. В. Суворов. Расходы по перевозке имущества в дальнейшем российское правительство брало на себя с возвращением в казну затраченных средств через 10 лет, как и поставки переселенцев продовольствием на первый год, скотом, посевным зерном, сельскохозяйственными механизмами, строительным лесом. К 8 сентября 1778 года через Перекоп прошло более 17 500 человек. Согласно докладу Суворова, в середине сентября переселены в Азовскую губернию 31 098 душ, из них 18 394 грека.
Часть греков-христиан, не желая принудительно покидать родные места и терять своё имущество и земли, срочно приняли ислам.
На зиму 1778—1779 годов греки Крыма были временно размещены (в том числе и в карантинных целях) в Екатеринославском и Бахмутском уездах — по обоим берегам реки Самары, в районе Самарского Пустынно-Николаевского монастыря: зимовка была очень тяжёлой (неустроенность быта, большая скученность населения, нехватка топлива и продуктов, болезни), в связи с чем количество переселенцев сократилось до 30 233 человек по состоянию на 1 января 1779 года. Греки просили у императрицы выдать им земли здесь же — на берегу Днепра между реками Орелью и Самарой, однако им было отказано, поскольку эти земли уже давно были заселены и свободного места не было.
Сначала им предложен для заселения участок в Мариенпольском уезде Азовской губернии (район современного города Павлоград, Днепропетровская область), однако греки отказались из-за нехватки леса и пресной воды. 21 мая 1779 года императрица Екатерина II, не дожидаясь окончательного выбора самих греков, дарила грамоту, согласно которой «переселенцам из Крыма дарились привилегии и свободы», в том числе полное освобождение от военной службы, от уплаты налогов на десять лет, создание выборного органа самоуправления, а за митрополитом Игнатием сохранялись его чины и самостоятельность церковного управления. В грамоте будущий город Мариенполь именовался «Марианополь», вероятно ошибочно. На плане, утверждённом лично императрицей Екатериной II, от 20 октября 1779 года название записано как «город Мариу-поль, Выгонная земля города Мариу-поля». 29 сентября 1779 наместником императрицы в южных губерниях князем Г. А. Потёмкиным выдан ордер, по которому крымским грекам отводилась территория Павловского (Мариупольского) уезда Азовской губернии, а город Павловск при этом получал название Мариуполь.

## Досоветский период
В 1807 году российское правительство создало Мариупольский греческий округ, бывший, по сути, автономной административной единицей, где жили исключительно греки, в то время, когда сама Греция была лишь окраиной Османской империи. На своей новой родине греки занимались преимущественно скотоводством и земледелием. В 1859 году российское правительство отменило автономию греческого округа и позволило селиться здесь украинцам и русским, что было связано с индустриализацией региона, а следовательно необходимостью увеличения численности жителей для работы на заводах и фабриках.
Усиление контактов с украинцами и русскими способствовало диалогу культур, но одновременно подрывало культурную самобытность греков, в связи с переходом на русский язык, который царил в общественной жизни. Тем более, что ещё в Крыму греки потеряли традиции письменности, а их диалекты функционировали только как разговорные. Национальная интеллигенция формировалась, обучаясь в российских и русскоязычных учебных заведениях.
Однако ряд греков Приазовья сумели реализовать себя в рамках российского и украинского культурного пространства. Среди них — выдающийся художник Архип Куинджи, киевский губернатор в 1839—1852 годах, общественный деятель, учёный Иван Фундуклей, первый ректор Харьковского университета Василий Каразин, просветитель, педагог, учёный и общественный деятель, основатель первой в Мариуполе гимназии Феоктист Хартахай, историк, искусствовед, член-корреспондент Российской академии наук Дмитрий Айналов и т. д.
Однако греки Приазовья оставались более многочисленными, чем другие греческие общины на Украине, и проживали компактно в сельской местности, что помогло им противостоять ассимиляционным процессам. Если большинство городского греческого населения Нежина и Одессы до конца XIX века, после ликвидации самоуправленческих институтов рассеялась, или эмигрировала в Грецию, то греки Приазовья сохранили свою самобытность. Вот почему в XX веке именно им суждено играть определяющую роль в историческом развитии греческой диаспоры Украины.

## Советский период
В 1920-е годы в СССР был взят курс на развитие национальных языков и народов — так называемая политика коренизации. В Приазовье были выделены 3 национальных греческих района: Сартанский, Мангушский и Великоянисольський, которые были формами административно-территориальной автономии. В эту пору получили развитие греческая национальная школа, театр, пресса, литература: приазовские греки издавали газету «Коллективистис», основоположником национальной румейской поэзии стал Георгий Костоправ; в Мариуполе был открыт Мариупольский греческий театр, а в сёлах открылись школы с преподаванием на греческом языке.

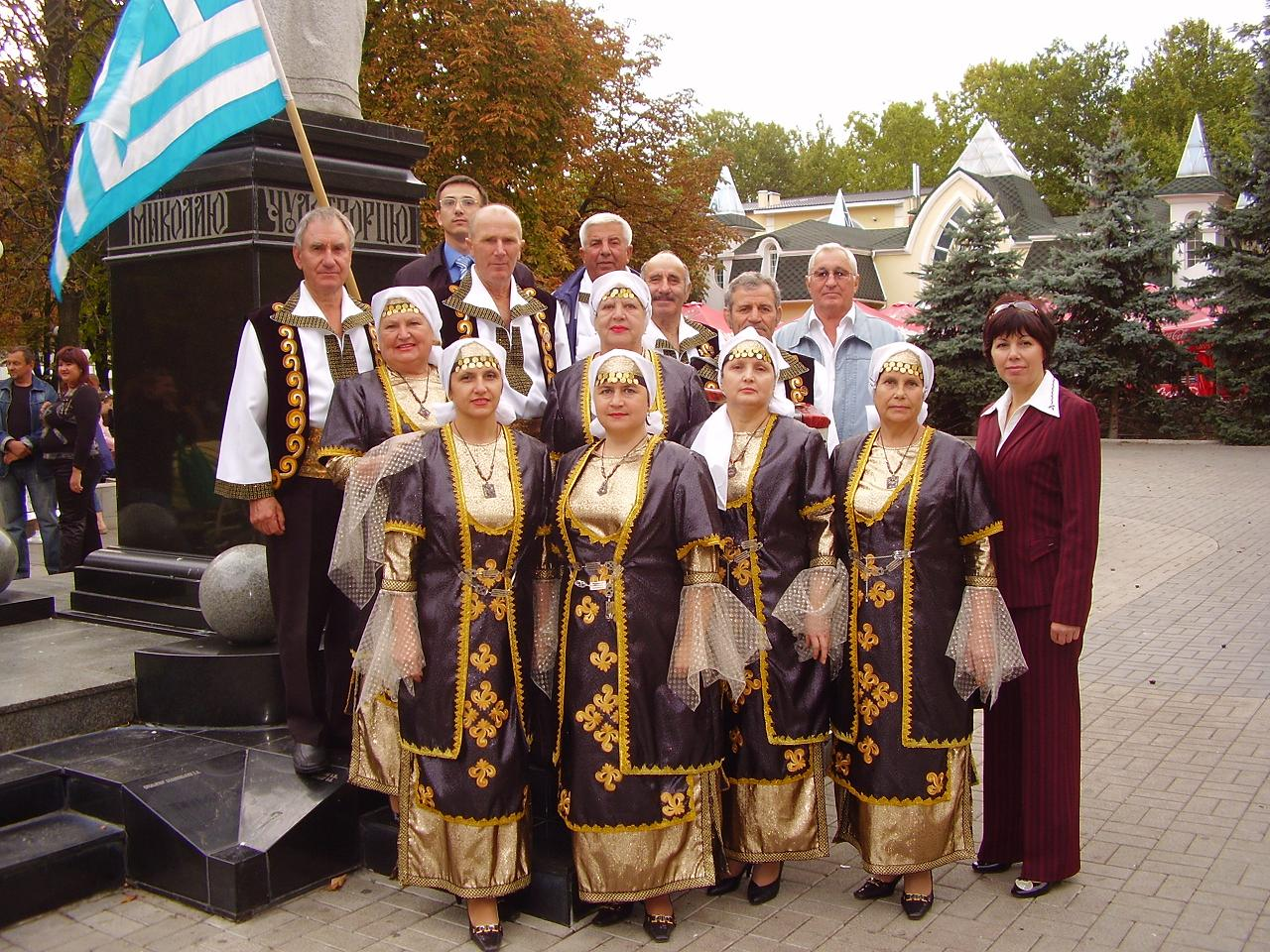
Женщины в традиционной греческой одежде

Однако процесс в значительной мере тормозили отсутствие учителей специалистов по греческому языку, и учебников для преподавания. Единственным литературным и разговорным языком всех греков СССР, в том числе и приазовских румеев, была признана димотика — разговорная форма новогреческого языка. Урумам вообще предлагалось считать родным языком крымскотатарский язык. Поэтому обучение в школах велось новогреческим языком, а не родными румейским или урумским. При этом новогреческий был не совсем понятный ни ученикам, ни даже самим учителям, в то время как по-гречески преподавали все предметы школьной программы. Поэтому родители предпочитали отдавать детей в русские школы. Так в 1929 году на национальных языках обучалось только 26,5 % греческих детей. Греческие же поэты основном писали на родных диалектах, но на письме использовали или кириллицу, или приспосабливали классическую греческую азбуку.
Впрочем в 1938 году начался процесс свёртывания политики коренизации. Национальные греческие школы и культурно-просветительские учреждения закрыты, ликвидированы национальные районы и сельсоветы. Многие этнические греки подвергались репрессиям, поскольку рассматривались как потенциальные враги советской власти (см. Греческая операция НКВД, Депортация понтийских греков). Только в 1937—1938 годах в Донецкой области было репрессировано около 22 тысяч греков (6,6 % в общей массе репрессированных в СССР за этот период). Репрессирован НКВД был даже греческий посол в СССР.
Однако большинство искренне верило в коммунистическую идеологию. Судьбы их сложились по-разному. Например, Паша Ангелина — первая женщина-трактористка, организовавшая женскую тракторную бригаду, неоднократно избиралась депутатом Верховного Совета СССР, дважды награждена званием Героя Социалистического Труда. Признание советского руководства получил и Григорий Бахчиванджи — лётчик, прославившийся в годы Великой Отечественной войны, испытатель первого реактивного самолета, который погиб в 1943 году. Инженер-испытатель, разработчик уникального двигателя танка Т-34 Константин Челпан был репрессирован и погиб в сталинских застенках.
Относительная либерализация общественной жизни 1950-х — начале 1960-х, именуемая в современной историографии хрущёвской оттепелью, прекратила волны террора и репрессий, однако возвращение к демократическому решению национального вопроса не произошло. Считалось, что в СССР уже сформировалась новая национальная общность — советский народ. Национальные же различия рассматривались как несущественные и временные. Как следствие произошло значительно сокращение численности приазовских греков и особенно греков, которые считали греческий язык родным. Так, в 1926 году на Украине проживало 104 500 греков, из которых 83 % считало греческий язык родным. В 1989 году из 98 500 украинских греков греческий язык в качестве родного назвали только 18,5 %.
В это время национальную эллинскую культуру на территории Приазовья продолжали творить поэты Антон Шапурма, Леонтий Кирьяков, Григорий Данченко, художники Лель Кузьминков и Валентин Константинов, фольклорист Эдуард Хаджинов, руководитель фольклорного коллектива «Сартанские самоцветы» Мария Гайтан, краевед Степан Темир и т. д.

## Независимая Украина

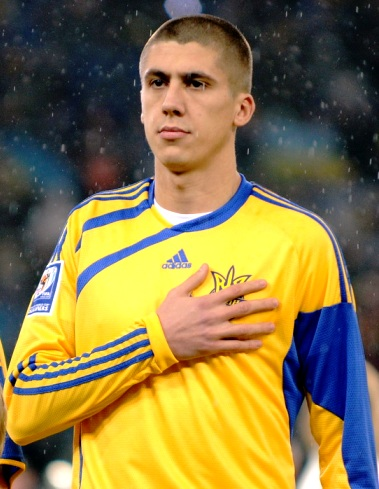
Евгений Хачериди

По данным переписи 2001 года, на Украине насчитывалось 91 500 греков, подавляющее большинство которых — 77,5 тысяч человек — проживали в Донецкой области. Только 6,4 % греков Украины указали, что считают родным языком греческий, остальные назвали родным языком русский.
В соответствии со статьёй 5 Закона Украины «О национальных меньшинствах (сообществах) Украины», принятого в декабре 2022 года, гражданам Украины независимо от этнического происхождения и принадлежности к национальным меньшинствам (сообществам) гарантируются равные гражданские, политические, социальные, экономические, культурные и языковые права и свободы, определенные Конституцией Украины, а лицо, принадлежащее к национальному меньшинству (сообществу), имеет также право на самоидентификацию, свободу общественных объединений, использование языка национального меньшинства (сообщества), образование, в том числе на языках национальных меньшинств (сообществ) и сохранение культурной самобытности национального меньшинства (сообщества). Данный закон пришёл на смену Закона Украины «О национальных меньшинствах» от 1992 года, содержавшего схожие положения и гарантировавшего гражданам в статье 1 независимо от их национального происхождения равные политические, социальные, экономические и культурные права и свободы, поддержку развития национального самосознания и самовыражения.
На независимой Украине созданы многочисленные местные греческие общества, в 1995 году объединенные в Федерацию греческих обществ Украины с центром в Мариуполе, которая сегодня объединяет 102 греческих общества из 19 областей Украины. В частности, в Донецкой области ведущими обществами являются Донецкое общество греков имени Федора Стамбулжи и Мариупольское городское общество греков. ФГОУ относится к периферии стран бывшего СССР всемирного Совета греков зарубежья.
С 1998 года широкую социальную программу осуществляет в Приазовье Центр исследования и развития греческой культуры стран Причерноморья «Мавре Таласса». С 2000 года в греческие села Приазовья начала выезжать мобильная бригада, оснащенная аппаратом УЗИ, кардиографом и другой современной медтехникой. В сентябре 2001 года на базе городской больницы № 2 города Мариуполь был открыт временный медицинский центр, а в сентябре 2003 года сдан в эксплуатацию дом Греческого медицинского центра «Гиппократ», который оказывает квалифицированную консультативную и медикаментозную помощь многонациональному населению Приазовья. Выдающимися событиями культурной жизни греков Приазовья и всего Донецкого края является проведение эллинского фестиваля — Международный фестиваль греческой культуры «Мега Юрты» им. Д. Патричи — и Фестиваль греческой песни имени Тамары Кацы.
16 апреля 2008 года в Мариуполь как центр эллинизма на Украине с двухдневным визитом прибыл Президент Греческой Республики Каролос Папульяс. Во время своего визита он принял участие в торжественном открытии культурно-просветительского центра «Меотида», а также Института украинско-греческой дружбы на базе Мариупольского гуманитарного университета. Это единственный в Европе, кроме Греции и Кипра, институт, где греческий язык, культуру и историю Греции и греков Украины изучают как первую дисциплину.